# Mbulelo Mabizela
Mbulelo Mabizela (né le 16 septembre 1980 à Pietermaritzburg en Afrique du Sud) est un footballeur international sud-africain, qui évoluait au poste de défenseur.

## Biographie

### Carrière en club
Durant sa carrière, Mabileza a joué pour les clubs de Maritzburg United, des Orlando Pirates, du Tottenham Hotspur (en Angleterre), du Vålerenga (en Norvège), à Mamelodi Sundowns, des Platinum Stars, des Bidvest Wits, du Chippa United et des Mpumalanga Black Aces.

### Carrière en sélection
Avec l'équipe d'Afrique du Sud, il a disputé 45 matchs (pour 2 buts inscrits) entre 2001 et 2008, et fut notamment dans le groupe des 23 lors des CAN de 2002, 2004 et 2006.